# Kuortaneenjärvi
Kuortaneenjärvi är en sjö i Finland. Den ligger i kommunen Kuortane i landskapet Södra Österbotten, i den centrala delen av landet, 300 km norr om huvudstaden Helsingfors. Kuortaneenjärvi ligger 75,8 meter över havet. Den är 16,2 meter djup. Arean är 14,88 kvadratkilometer och strandlinjen är 33,78 kilometer lång. Sjön  ingår i Lappo å huvudavrinningsområde.   I omgivningarna runt Kuortaneenjärvi växer i huvudsak blandskog.